# Henry Billingsley
Henry Billingsley (1538-1606) va ser un matemàtic i polític anglès.

## Vida i Obra
Era fill d'un ric comerciant de camiseria de Londres. Durant els anys 1550-1551 va estudiar al St. John's College de la universitat de Cambridge i també va estar a la universitat d'Oxford, tot i que no es va graduar a cap de les dues.
El 1560 va ser admès al gremi i es va convertir en un pròsper comerciant. El 1572 va ser oficial de duanes i el 1585 va ser escollit membre del parlament per la ciutat de Londres, de la qual seria lord major (alcalde) el 1596.
Billingsley és recordat, sobre tot, per haver estat el primer traductor al anglès dels Elements d'Euclides. La seva traducció, publicada el 1570, estava precedida per un pròleg de John Dee i la seva font va ser una traducció llatina d'un original grec.